# Dub Housing
Albums de Pere Ubu
The Modern Dance
(1978) New Picnic Time
(1979)
Dub Housing est le deuxième album de Pere Ubu, sorti en 1978 sur le label Chrysalis Records. Il a reçu un accueil enthousiaste de la critique musicale et est généralement considéré comme le chef-d'œuvre du groupe.
Le titre de l'album est une allusion au logement social (« public housing » en anglais), et non au style de musique dub.

## Titres
1. Navvy – 2:40
2. On the Surface – 2:35
3. Dub Housing – 3:39
4. Caligari's Mirror – 3:49
5. Thriller! – 4:36
6. I Will Wait – 1:45
7. Drinking Wine Spodyody – 2:44
8. Ubu Dance Party – 4:46
9. Blow Daddy-o – 3:38
10. Codex – 4:55

## Personnel
- Tom Herman – Guitare, guitae basse, orgue
- Scott Krauss – Batterie
- Tony Maimone – Basse, guitare, piano
- Allen Ravenstine – EML synthesizers, saxophone
- David Thomas – Chant, orgue